# Market Theatre
Le Market Theatre, situé dans la banlieue bohème du centre-ville de Newtown à Johannesburg, en Afrique du Sud, a été ouvert en 1976, fonctionnant comme un théâtre antiraciste indépendant durant l'apartheid. 
Le Market Theatre a été renommé John Kani Theatre en 2014 en l'honneur du célèbre acteur de théâtre sud-africain John Kani.

## Étymologie
Le Market theatre a été nommé d'après un marché de fruits et légumes qui s'y trouvait auparavant. Il était également connu sous le nom de Old Indian Market ou Newtown Market, qui a fermé après 60 ans. 

## Histoire

### Structure
La structure en acier d'origine du bâtiment du marché aux fruits et légumes du centre-ville de Johannesburg avait été expédiée de Grande-Bretagne et construite sur place dans le quartier de Newton. Les arches en acier et le dôme en forme de cathédrale, construits en 1913, qui abritaient le marché aux fruits indien étaient considérés comme l'une des pièces les plus importantes de l'architecture organique en Afrique du Sud. Le dimanche, la salle principale du complexe était utilisée pour des concerts symphoniques.

### Abandon
Au début des années 70, le marché municipal est transféré au sud-est de la ville, laissant vide la halle principale de 206 mètres de long sur 37 mètres de large, ainsi qu'un certain nombre d'annexes et de bâtiments aux façades victoriennes donnant sur la place Mary Fitzgerald. La probabilité était alors que ces bâtiments soient démolis pour faire place à une autoroute. Cependant, cette perspective est annulée par le conseil municipal après que les services d'ingénierie de la ville aient relevé que le bâtiment abritait la plus grande arche à trois broches de l'hémisphère sud. Un appel d'offres est alors lancé pour convertir l'ancien marché indien des fruits en théâtre. 

### Rénovation
En 1974, Barney Simon et Mannie Manim, les dirigeants d'un groupe théâtral appelé The Company répondent à l'appel d'offre. 
La rénovation commencent en aout 1975, la plupart des travaux étant effectués par les artistes eux-mêmes avec le soutien des responsables municipaux pour surmonter un certain nombre de difficultés relatives notamment aux risques incendies. De nombreuses organisations professionnelles apportent par ailleurs des contributions substantielles ainsi que des particuliers. Les sièges, le mobilier et un certain nombre d'accessoires et d'équipement sont apportés d'anciens cinémas désaffectés.
Aujourd'hui, la plupart de l'architecture édouardienne d'origine subsiste, de même qu'un certain nombre d'enseignes d'origine. Il abrite à la fois le Museum Africa et le complexe The Market Theatre.

### Importance pendant l'apartheid
Dans les années 1970, il y avait une forte pression internationale pour que l'Afrique du Sud réforme les lois de l'apartheid. 
C'est durant cette période agitée, le 21 juin 1976, que le Market Theatre ouvre ses portes avec Barney Simon comme directeur artistique. La première production, sous sa direction, était La Mouette d'Anton Tchekhov avec Sandra Prinsloo au casting. Avec le temps, le Market Theatre non racial est devenu connu internationalement sous le nom de "Théâtre de la lutte" et était l'un des rares endroits dans les années 1980 où les Noirs et les Blancs pouvaient se mélanger sur un pied d'égalité. "La force et la vérité de cette conviction ont été reconnues. En donnant une voix aux sans-voix, The Market Theatre n'a pas renoncé à l'excellence artistique, mais s'en est plutôt fait un devoir" .
Une multitude de pièces anti-apartheid ont été mises en scène, dont African Gothic de Reza de Wet, plusieurs fois primé, et Woza Albert, Asinamali, Bopha, Sophiatown, You Strike The Woman, You Strike A Rock, Born in the RSA et Black Chien – Inj'emnyama. La contribution culturelle du Market Theatre à l'émergence de l'Afrique du Sud en tant que démocratie en 1994 est significative,.

### Prix
En 1994, le Market Theatre a reçu le prix américain Jujamcyn, qui récompense une organisation théâtrale sud-africaine ayant apporté une contribution exceptionnelle au développement de talents créatifs dans l'histoire du théâtre du pays. Au cours de son histoire, le Market Theatre a reçu 21 prix internationaux et plus de 300 prix sud-africains, dont les prix Fleur du Cap et Naledi Theatre.

## Installations
Le complexe Market Theatre abrite trois théâtres : le Barney Simon Theatre (ouvert en juin 1976), le Main Theatre (ouvert en octobre 1976) et le Laager Theatre (nommé en 1979). En plus d'accueillir des productions, les théâtres sont également utilisés pour des conférences, des séminaires, des présentations et des lancements de produits.

### Théâtre Barney-Simon
Nommé d'après l'un des cofondateurs du Market Theatre et un pilier de l'industrie théâtrale sud-africaine, le Barney Simon Theatre a été le premier à ouvrir dans le complexe du Market Theatre, tandis que les restaurations du bâtiment historique étaient toujours en cours. Il peut accueillir 120 personnes.

### Théâtre principal
Quatre mois après l'ouverture du Market Theatre avec la mise en scène de La Mouette, le grand Théâtre ouvre au public le 19 octobre 1976. La première production était Marat/Sade de Peter Weiss.
Le Théâtre est le plus grand des trois théâtres du complexe du Théâtre du Marché et peut accueillir jusqu'à 387 personnes.

### Théâtre Laager
Le premier spectacle à être monté dans ce qui était autrefois une galerie de photos dans le complexe du Market Theatre s'appelait Die Van Aardes Van Grootoor en août 1978. Le théâtre a été baptisé Laager par Pieter-Dirk Uys, personnalité du théâtre et activiste social, en 1979.
Un fourgon, également connu sous le nom de fortin de wagons, est une fortification faite de wagons joints, généralement en forme circulaire, comme un camp militaire improvisé pour protéger ceux qui s'y réfugient. Pieter a alors trouvé le nom de Laager approprié, car lui aussi avait besoin d'un lieu sûr pour se produire sous le régime de l'apartheid.

### Autre
Le complexe du Market Theatre abrite aussi deux galeries d'art, un club de jazz, une salle de cabaret, une librairie, deux restaurants (le Market Bar & Bistro et le Gramadoelas historique), un café, un bar-théâtre, une galerie marchande et un marché aux puces tous les samedis.

## Aménagement
Fidèle à ses racines, le Market Theatre d'aujourd'hui continue de se consacrer au développement et à la culture des arts en Afrique du Sud par le biais de diverses initiatives telles que le Labo et le Market Photo Workshop. Le Market Photo Workshop est une école de photographie qui fonctionne depuis plus de 20 ans et qui s'attache à faire découvrir l'art de la photographie à des étudiants auparavant défavorisés.
La Fondation Rockefeller a fourni le capital d'amorçage pour démarrer le Market Theatre Laboratory, une école d'art dramatique fondée par Barney Simon et le Dr John Kani. Le laboratoire a ouvert ses portes en octobre 1989 dans un petit entrepôt sous l'autoroute à Goch Street Newtown et se consacre au développement du théâtre communautaire et de la formation professionnelle dans les arts.
À partir de 1994, le Lab et plus tard le Market Theatre ont formé un partenariat à long terme avec l'Agence suédoise de développement international et le Stockholm City Theatre. Le Lab organise deux festivals annuels, le festival de théâtre communautaire et le festival Zwakala.
En 2010, le Market Theatre Laboratory a déménagé pour la Bus Factory, 3 President Street, Newtown, où se trouve également le Market Photo Workshop.

## Sélection d'artistes vedettes
Au fil des ans, le Market Theatre a accueilli des spectacles d'un certain nombre d'artistes de renommée internationale, dont Athol Fugard. La grande actrice sud-africaine Yvonne Bryceland et collaboratrice d'Athol Fugard a également été impliquée dans l'évolution du Market Theatre en tant que centre de théâtre contre l'apartheid . En octobre 1987, Janet Suzman a dirigé une production multiraciale d'Othello au Market Theatre. Suzman a également mis en scène " La bonne femme de Setzuan " de Brecht (rebaptisée La bonne femme de Sharpeville).
Les œuvres de nombreux dramaturges et réalisateurs sud-africains de premier plan, notamment Welcome Msomi, Zakes Mda, Pieter-Dirk Uys, Gibson Kente, Paul Slabolepszy, Mbongeni Ngema, Lara Foot, Janice Honeyman, Vanessa Cooke, Danny Keogh, Kessie Govender, Bartho Smit, Maishe Maponya, Sue Pam-Grant, Andrew Buckland, Clare Stopford, Percy Mtwa, Deon Opperman, Reza de Wet, Andrew Buckland, Neil McCarthy, Gcina Mhlope, Robyn Orlin et Matsemela Manaka sont également présentées.